# Phrurolithus florentinus
Phrurolithus florentinus is een spinnensoort uit de familie van de Phrurolithidae.
De wetenschappelijke naam van de soort werd in 1923 gepubliceerd door Lodovico di Caporiacco.